# 8-氨基喹啉
8-氨基喹啉是一种有机化合物，喹啉环上的8位被氨基取代。可用作医药中间体。

## 制备
8-氨基喹啉可在钴钼硫化物催化剂存在下，由氢气还原8-硝基喹啉得到。

## 相关试剂

磷酸伯氨喹
帕马喹
他非诺喹